# Бохосевич, Соня
Соня Анна Бохосевич (пол. Sonia Anna Bohosiewicz; род. 9 декабря 1975, Цешин, Польша) — польская актриса.

## Биография
Соня Бохосевич родилась в городе Цешин в семье польских армян; по словам самой актрисы, настоящая фамилия её предков — Богоссян. Соня окончила начальную школу в Жорах, там же она училась в общеобразовательном лицее имени Кароля Мярки. На последнем году обучения Бохосевич участвовала в сценическом мастер-классе Дороты Помыкалы, затем получила актёрское образование в краковской театральной академии имени Станислава Выспяньского.
Бохосевич играла в Старом театре Кракова (после выпуска и до 2006 года) и театре имени Юлиуша Словацкого (2005–07). Большую известность как актриса она получила, снявшись в фильме «Резервация» — комедии о жителях варшавской Праги, одного из старейших районов города. «Резервация» получила множество польских кинонаград, сама Соня Бохосевич — национальную премию «Орлы» в номинации «Открытие года». В 2009 году Соня сыграла одну из ролей в драме «Польско-русская война» и была выдвинута на «Орлы» как лучшая актриса второго плана, но проиграла Анне Полоны.
В 2010-х Бохосевич продолжила сниматься в сериалах и кино, таких как «Облава» (премия «Орлы» за лучший фильм 2012 года), «Боги» (лучший фильм 2014 года), «Гражданин» (2014). Кроме того, Бохосевич попробовала себя как певица, среди её выступлений — номер на четвёртом фестивале русской песни в Зелёна-Гуре (песня Раймонда Паулса «Без меня»).

## Фильмография

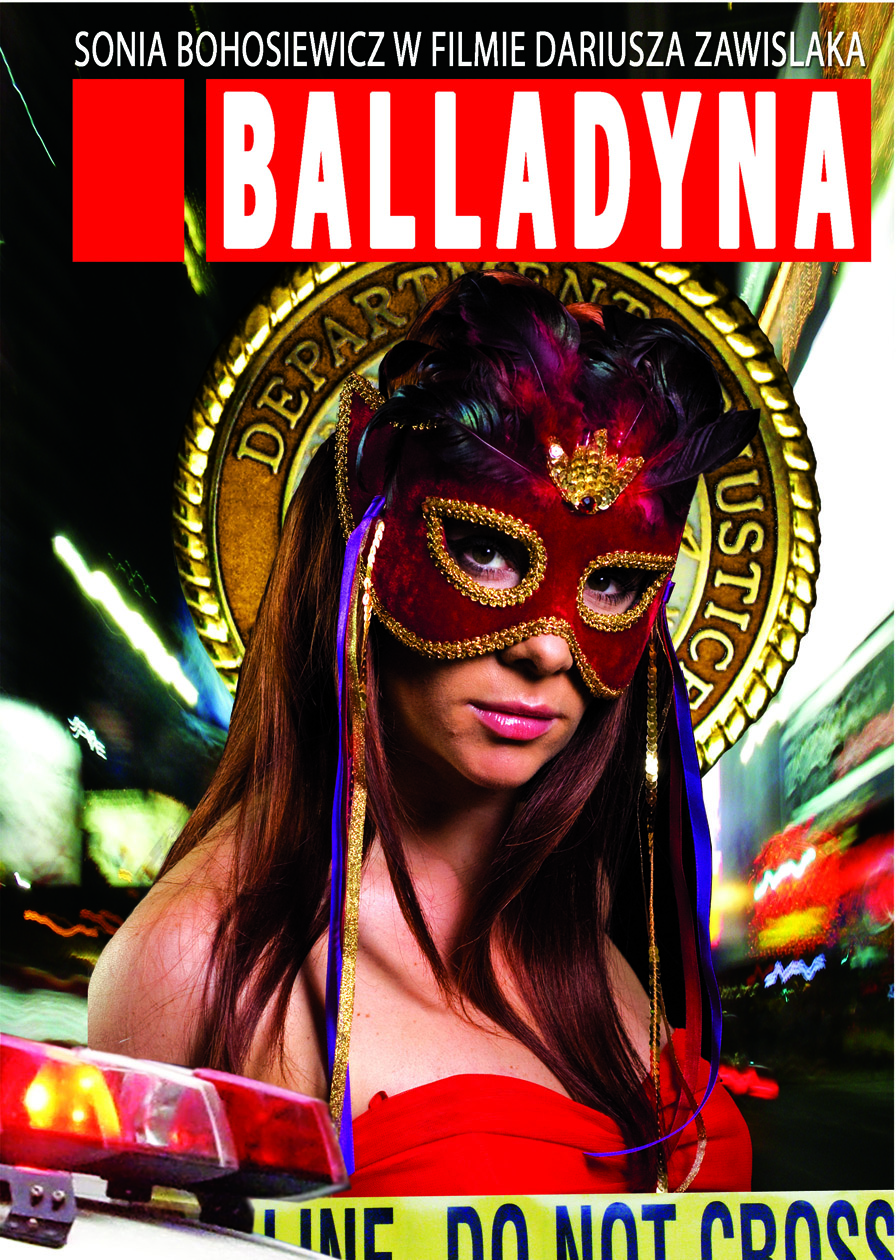
Афиша триллера «Балладина» с Соней Бохосевич в образе главной героини фильма

| Кино | Кино                    | Кино                    | Кино               | Кино       |
| Год  | Фильм                   | Оригинальное название   | Персонаж           | Примечания |
| ---- | ----------------------- | ----------------------- | ------------------ | ---------- |
| 2007 | Резервация              | Rezerwat                | Ханка              |            |
| 2008 | Ещё не вечер            | Jeszcze nie wieczór     | Малгоржата         |            |
| 2009 | Польско-русская война   | Wojna polsko-ruska      | Наташа             |            |
| 2009 | Любовь на подиуме       | Miłość na wybiegu       | Зуза               |            |
| 2009 | Ноль                    | Zero                    | секретарша         |            |
| 2009 | Балладина               | Balladyna               | Балладина          |            |
| 2011 | Женско-мужская война    | Wojna żeńsko-męska      | Барбара Патричка   |            |
| 2011 | 80 миллионов            | 80 milionów             | Черняк             |            |
| 2012 | Облава                  | Obława                  | Анна Кондолевич    |            |
| 2012 | Быть как Казимеж Дейна  | Być jak Kazimierz Deyna | издатель           |            |
| 2012 | Правосудие Агаты        | Prawo Agaty             | Марта Жарска       | ТВ-сериал  |
| 2013 | Подозреваемые в любви   | Podejrzani zakochani    | Барбара Факторович |            |
| 2013 | Польская сибириада      | Syberiada polska        | Ирена Пуч          |            |
| 2014 | Боги                    | Bogowie                 | жена пациента      |            |
| 2014 | Гражданин               | Obywatel                | Рената Братек      |            |
| 2014 | Фотограф                | Fotograf                | Мария Пшибыльска   |            |
| 2014 | Время чести             | Czas honoru             | Эмилия Возняк      | ТВ-сериал  |
| 2015 | Польское говно          | Polskie gówno           | Гига               |            |
| 2015 | Испанка                 | Hiszpanka               |                    |            |
| 2015 | Эксцентрики             | Excentrycy              | Ванда Апанович     |            |
| 2016 | В добре и в зле         | Na dobre i na złe       |                    | ТВ-сериал  |
| 2018 | Притворись моим женихом | Narzeczony na niby      | Бася               |            |
| 2018 | 7 чувств                | 7 uczuć                 | уборщица           |            |
| 2019 | Чёрный мерседес         | Czarny mercedes         | Стефа              |            |
| 2020 | Как стать звездой       | Jak zostać gwiazdą      |                    |            |
| 2021 | Другие люди             | Inni ludzie             | Ивона              |            |
| 2022 | Навстречу ветру         | Pod wiatr               | Дорота             |            |
| 2023 | Крестьяне               | Chłopi                  |                    |            |

## Награды и номинации
Полный список наград и номинаций на сайте Filmweb.
| Награды и номинации | Награды и номинации         | Награды и номинации            | Награды и номинации   | Награды и номинации |
| Год                 | Награда                     | Категория                      | Фильм                 | Результат           |
| ------------------- | --------------------------- | ------------------------------ | --------------------- | ------------------- |
| 2007                | Премия Збигнева Цибульского | Приз жюри лучшей новой актрисе | Резервация            | Победа              |
| 2007                | Гдыньский кинофестиваль     | Лучшая актриса второго плана   | Резервация            | Победа              |
| 2008                | Премия «Орлы»               | Лучшая актриса                 | Резервация            | Номинация           |
| 2008                | Премия «Орлы»               | Открытие года                  | Резервация            | Победа              |
| 2010                | Премия «Орлы»               | Лучшая актриса второго плана   | Польско-русская война | Номинация           |
| 2013                | Премия «Орлы»               | Лучшая актриса второго плана   | Облава                | Номинация           |

## Семья
Младшая сестра Сони Майя и их кузен Якуб Бохосевич — тоже актёры. Сама Соня замужем за сыном известного польского режиссёра Януша Маевского Павлом Маевским. У них двое сыновей, Теодор и Леонард.